# Feminismo ateísta
Feminismo ateísta é um movimento que defende o feminismo dentro do ateísmo. Ateístas feministas condenam a religião como fonte principal de opressão das mulheres e desigualdade, acreditando que a maioria das religiões são sexistas e opressivas para as mulheres.

## História

### Ernestine Rose

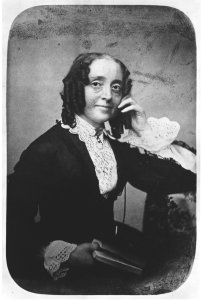
Ernestine Rose era uma feminista e ateia, bem antes do rótulo "feminista ateísta" existir.

A primeira feminista conhecida também ateia foi Ernestine Rose, nascida na Polônia em 13 de janeiro de 1810. A sua confissão aberta de descrença no Judaísmo, quando ela era uma adolescente a colocou em conflito com seu pai (que era um rabino) e desenvolveu um relacionamento desagradável. A fim de forçá-la às obrigações da fé Judaica, seu pai, sem seu consentimento, arrumou um noivo de um amigo judeu quando ela tinha dezesseis anos. Em vez de discutir o caso em um tribunal judeu (porque seu pai era o rabino local que decidia sobre a questão), ela foi a um tribunal secular numa cidade distante, clamou pelo seu caso e ganhou. Em 1829, foi para a Inglaterra, e em 1835, foi uma das fundadores da Association of All Classes of All Nations, associação ateísta britânica que advogava pelo " direitos humanos para todas as pessoas, independentemente de sexo, classe, cor ou nacionalidade." Ela lecionou na Inglaterra e nos Estados Unidos (mudando-se para os Estados Unidos, em maio de 1836) e foi descrita por Samuel Porter Putnam como "uma das melhores conferencistas de seu tempo." Ele escreveu que "nenhum homem ortodoxo (no sentido religioso) poderia ultrapassá-la em debate".
No inverno de 1836, o Juiz Thomas Hertell, um radical e livre-pensador, apresentou uma lei ao corpo legislativo de Nova Iorque, para investigar maneiras de melhorar os direitos civis e de propriedade das mulheres casadas, e de lhes permitir manter imóveis em seu próprio nome, o que elas então não tinham direito de fazer em Nova Iorque. Ao ouvir sobre a resolução, Ernestine Rose elaborou uma petição e começou a solicitar nomes para apoia-la na assembleia legislativa do Estado, e enviou a petição ao poder legislativo, em 1838. Esta foi a primeira petição liderada por uma mulher em Nova Iorque. Ernestine continuou a aumentar tanto o número de petições e os nomes até que os direitos foram, finalmente conseguidos em 1848, com a lei Married Women's Property Act. Outras, que participaram do movimento para o projeto de lei foram Susan B. Anthony, Elizabeth Cady Stanton, Lucretia Mott e Frances Wright, que eram todas anti-religião. Mais tarde, quando Susan B. Anthony e Elizabeth Cady Stanton analisaram as influências que levaram a Declaração de Seneca Falls sobre os direitos das mulheres, em 1848, identificaramdas três causas, sendo as duas primeiras as ideias radicais de Frances Wright e Ernestine Rose sobre a religião e a democracia, e o início do processo de reformas sobre o direito de propriedade das mulheres, na década de 1830 e 1840.
Ernestine mais tarde se juntou a um grupo de livres pensadores que tinham organizado uma Sociedade para Filantropos Morais, em que muitas vezes ela lecionou. Em 1837, ela participou de um debate que continuou por treze semanas, onde seus tópicos incluía a defesa da abolição da escravatura, direitos das mulheres, a igualdade de oportunidades de educação e direitos civis. Em 1845, ela estava presente na primeira convenção nacional de infiéis [ateus]. Ernestine Rose também apresentou "a polêmica sobre o assunto do sufrágio feminino", em Michigan, 1846. Numa palestra em Worcester, Massachusetts em 1851, ela se opôs a apelar para Bíblia a fim de garantir os direitos das mulheres, alegando que a liberdade e os direitos humanos das mulheres se baseavam nas  "leis da humanidade" e que as mulheres, portanto, não precisavam da autoridade escrita de Paulo ou de Moisés, "porque essas leis e a nossa reivindicação são anteriores" a ambas.
Ela participou na Convenção dos Direitos das Mulheres do Tabernáculo, na Cidade de Nova Iorque, em 10 de setembro de 1853, e falou na Convenção Bíblica de Hartford, em 1854. Foi em março desse ano que ela partiu com Susan B. Anthony em uma turnê de palestras em Washington, D.C. Susan B. Anthony organizou as reuniões e Ernestine Rose fez os discursos; após esta turnê de sucesso, Susan B. Anthony embarcou em sua própria primeira turnê de palestras.
Mais tarde, em outubro de 1854, Ernestine Rose foi eleita presidente do Convenção Nacional de Direitos das Mulheres, de Filadélfia, superando a objeção de que ela era inadequada por causa do seu ateísmo. Susan B. Anthony apoiou-a, declarando que todas as religiões — e também nenhuma - deveriam ter um direito igual na plataforma. Em 1856, Rose falou na Sétima Convenção Nacional da Mulher [de Direitos] e disse que, "E quando o seu ministro lhe pedir dinheiro para fins missionários, diga a ele que há missões mais elevadas,  mais santas e mais nobres a serem realizadas em casa. Quando ele pede faculdades para educar os ministros, diga a ele que deve educar a mulher, que ela pode acabar com a necessidade de ministros, de modo que eles possam ser capazes de ir para algum emprego útil."
Ela apareceu novamente em Albany, Nova Iorque, para a Convenção do Estado de Direitos das Mulheres, no início de fevereiro de 1861, a última a ser realizada até o fim da Guerra Civil. Em 14 de maio de 1863, ela dividiu o pódio com Elizabeth Cady Stanton, Susan B. Anthony, Lucy Stone, e Antonieta Blackwell, quando a primeira Women's National Loyal League se reuniu para clamar por igualdade, direitos para as mulheres, e a apoiar o governo na Guerra Civil, ''na medida em que este faz uma guerra pela liberdade".
Rose estava presente na reunião da American Equal Rights Association, em que havia um cisma,  e em 15 de maio de 1869, ela se juntou com Elizabeth Cady Stanton, Susan B. Anthony, e Lucy Stone para formar uma nova organização, o National Woman Suffrage Association, que lutou pelo sufrágio masculino e feminino, assumindo um cargo no comitê executivo. Ela morreu em Brighton, Inglaterra, em 4 de agosto de 1892, com a idade de oitenta e dois anos.

### Elizabeth Cady Stanton e Matilda Joslyn Gage

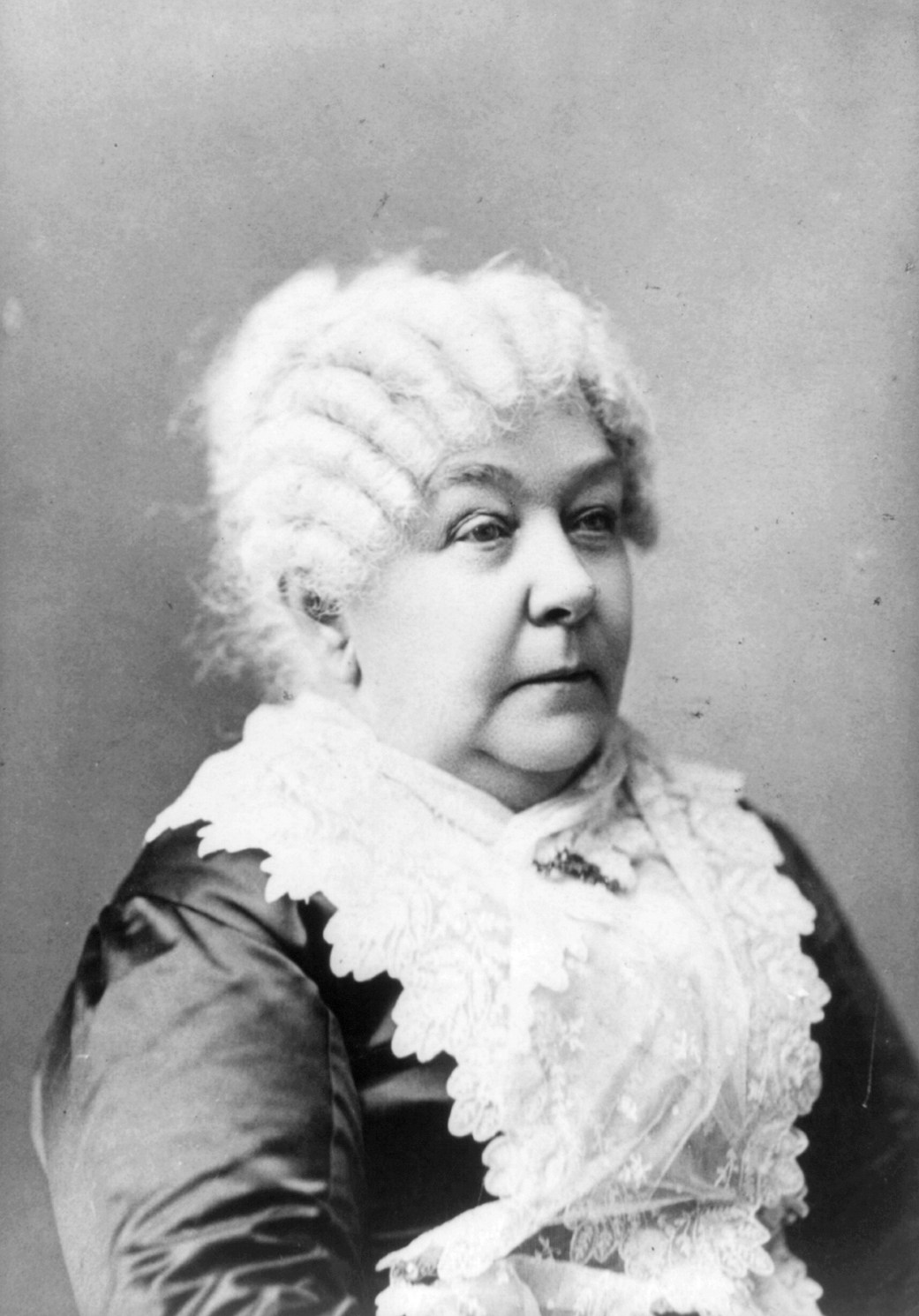
Elizabeth Cady Stanton, em seus últimos anos

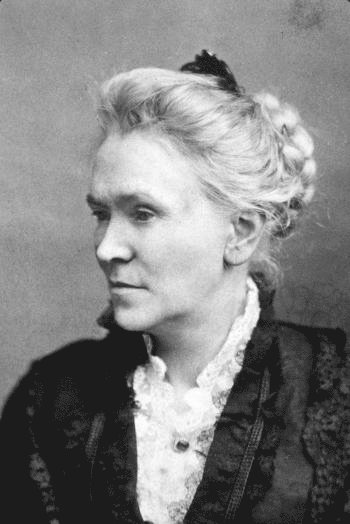
Um retrato de Matilda Gage

Outras mulheres proeminentes, conhecidas por defender publicamente o feminismo bem como o ateísmo em 1800, foram Elizabeth Cady Stanton e Matilda Joslyn Gage. Em 1885, Elizabeth escreveu um ensaio intitulado "O Cristianismo Tem Sido Benéfico para Mulher?", argumentando que ele tinha, de facto, prejudicado os direitos das mulheres, e afirmando que "Todas as religiões, portanto, tem ensinado o encabeçamento e a superioridade do homem, [e] a inferioridade e a subordinação da mulher. Qualquer que seja a nova dignidade, a honra, e o auto-respeito, que a mudança de teologias pode ter trazido para o homem, eles têm trazido em igual para todas as mulheres, mais uma outra forma de humilhação". Em 1893, Matilda Joslyn Gage escreveu o livro para o qual ela é mais conhecida, "Mulher, Igreja e o Estado", que foi um dos primeiros livros para tirar a conclusão de que o Cristianismo é a principal impedimento para o progresso das mulheres, bem como a civilização. Em 1895, Elizabeth Cady Stanton escreveu The Woman's Bible, que ela revisou e continuou com outro livro de mesmo nome, em 1898, no qual ela criticou a religião e afirmou que "a Bíblia em seus ensinamentos, degrada a mulher do Gênesis ao Apocalipse." Ela morreu em 1902. 

### Atualmente

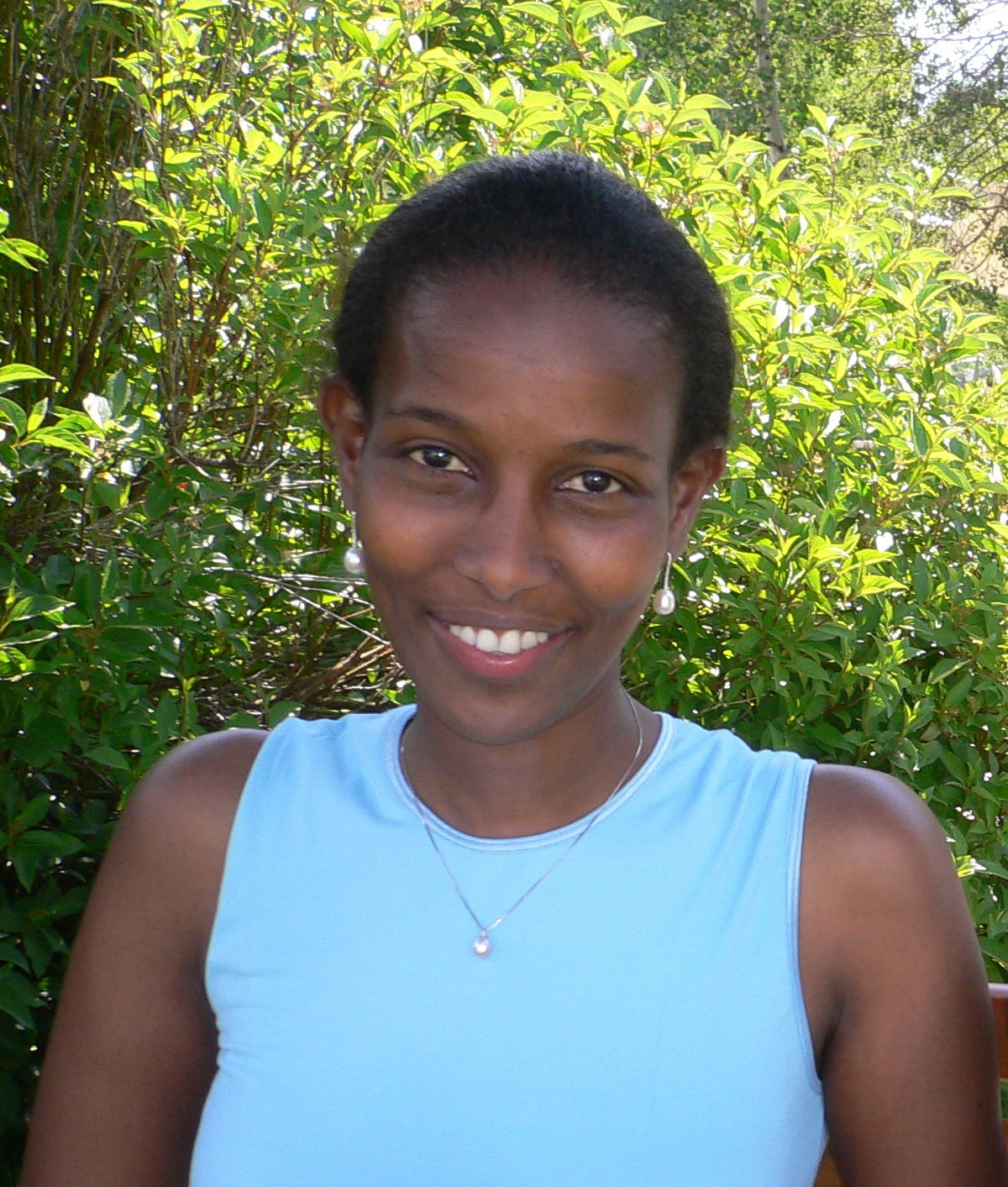
Feminista ateísta, Ayaan Hirsi Ali

A feminista ateia, Anne Nicol Gaylor, co-fundou a Freedom From Religion Foundation em 1976, com a sua filha, Annie Laurie Gaylor, e também foi editora do Freethought Today, de 1984 a 2009, quando ela se tornou editora-executiva. Além de promover o ateísmo em geral, suas atividades no feminismo ateísta inclui Woe To The Women: The Bible Tells Me So, publicado pela primeira vez em 1981. Este livro expõe e discute o sexismo na Bíblia. Além disso, seu livro de 1997, Women Without Superstition: "No Gods, No Masters", foi a primeira coleção de escritos históricos e contemporâneos de mulheres livres-pensadores. Ela também escreveu vários artigos sobre como a religião é mal para as mulheres.
Outros notáveis ateístas feministas atualmente incluem Ayaan Hirsi Ali, Ophelia Benson, Amanda Marcotte, e Taslima Nasrin.
Em 2012, a primeira conferência "Mulheres em Secularismo" foi realizada, entre 18-20 de maio em Crystal City Marriott no Reagan National Airport, em Arlington, Virgínia.
Em agosto de 2012, Jennifer McCreight fundou um movimento conhecido como Atheism Plus em que "aplica-se ceticismo de tudo, inclusive em questões sociais como o sexismo, o racismo, a política, a pobreza e o crime."  O Atheism Plus tem um site.
Em julho de 2014, uma declaração conjunta dos ativistas ateus Ophelia Benson e Richard Dawkins foi emitida afirmando que "não é novidade que os aliados podem nem sempre concordar em tudo. As pessoas que confiam na razão, ao invés de incluir dogma para pensar sobre o mundo são obrigadas a discordar sobre algumas coisas. Desacordo é inevitável, mas o bullying e o assédio não o são. Se queremos que o secularismo e o ateísmo ganhem respeito, temos que ser capazes de discordar uns dos outros sem tentar destruir uns aos outros. Em outras palavras, temos de ser capazes de gerenciar desacordo com ética, como adultos razoáveis, ao contrário de brigas igual crianças enfurecidas que precisam de uma soneca. Isto deve ocorrer sem que signifique ameaças de morte, de estupro, ataques as aparências das pessoas, idade, raça, sexo, tamanho, corte de cabelo; não postando imagens humilhantes da pessoa, sem epítetos vulgares."  Dawkins acrescentou, "eu tenho dito que algumas pessoas acham que eu tacitamente endosso tais coisas, mesmo se eu não me envolvo nelas. Escusado será dizer, eu estou horrorizado com esta sugestão. Qualquer pessoa que tente intimidar os membros da nossa comunidade com ameaças ou assédio é, de jeito nenhum, meu aliado e só está enfraquecendo o movimento ateísta pelo silenciamento de suas vozes e afastando apoio." 